# تا زمان مرگ
تا زمان مرگ (به هندی: Marte Dam Tak) فیلمی محصول سال ۱۹۸۷ و به کارگردانی مهول کومار است. در این فیلم بازیگرانی همچون راج کومار، گوویندا، فرح، افتخار، شاکتی کاپور، کولبوشان کارباندا، اوم پوری، پارش راوال ایفای نقش کرده‌اند.